# Landtagswahlkreis Steinburg-Ost
Der Landtagswahlkreis Steinburg-Ost (Wahlkreis 20, 2012: Wahlkreis 21, bis 2009: Wahlkreis 24) ist ein Landtagswahlkreis in Schleswig-Holstein. Er umfasst vom Kreis Steinburg die Stadt Itzehoe und die Ämter Breitenburg, Kellinghusen und Krempermarsch.

## Veränderungen
Der Wahlkreis umfasste bis 2017 vom Kreis Steinburg die Stadt Itzehoe, die Ämter Breitenburg und Kellinghusen sowie vom Amt Itzehoe-Land die Gemeinden Lohbarbek, Silzen, Schlotfeld und Winseldorf. Zur Landtagswahl 2017 gingen Lohbarbek, Silzen, Schlotfeld und Winseldorf an den Landtagswahlkreis Steinburg-West, der damit nunmehr das gesamte Amt Itzehoe-Land umfasst. Im Gegenzug kam das Amt Krempermarsch vom Landtagswahlkreis Steinburg-West hinzu.

## Landtagswahl 2022
| Gegenstand der Nachweisung | Gegenstand der Nachweisung | Erst- stimmen | Erst- stimmen | Zweit- stimmen | Zweit- stimmen |
| Bewerber                   | Partei                     | Anzahl        | %             | Anzahl         | %              |
| -------------------------- | -------------------------- | ------------- | ------------- | -------------- | -------------- |
| Wahlberechtigte            | Wahlberechtigte            | 57.929        | 57.929        | 57.929         | 57.929         |
| Wähler                     | Wähler                     | 32.156        | 32.156        | 32.156         | 32.156         |
| Ungültige Stimmen          | Ungültige Stimmen          | 431           | 1,3           | 211            | 0,7            |
| Gültige Stimmen            | Gültige Stimmen            | 31.725        | 98,7          | 31.945         | 99,3           |
| davon                      |                            |               |               |                |                |
| Heiner Rickers             | CDU                        | 15.646        | 49,3          | 15.320         | 48,0           |
| Birgit Herdejürgen         | SPD                        | 6.321         | 19,9          | 4.813          | 15,1           |
| Anja Halbritter            | GRÜNE                      | 4.888         | 15,4          | 4.814          | 15,1           |
| Johann Wudtke              | FDP                        | 1.350         | 4,3           | 2.031          | 6,3            |
| Jan Voigt                  | AfD                        | 1.758         | 5,5           | 1.745          | 5,5            |
| Ulrich Kypke               | DIE LINKE                  | 641           | 2,0           | 504            | 1,3            |
| –                          | SSW                        | –             | –             | 1.354          | 4,2            |
| –                          | PIRATEN                    | –             | –             | 135            | 0,4            |
| Jens Köster                | FREIE WÄHLER               | 662           | 2,1           | 260            | 0,8            |
| –                          | Die PARTEI                 | –             | –             | 189            | 0,6            |
| –                          | Z.                         | –             | –             | 52             | 0,2            |
| Stefan Habermann           | dieBasis                   | 459           | 1,4           | 344            | 1,1            |
| –                          | Die Humanisten             | –             | –             | 37             | 0,1            |
| –                          | Gesundheitsforschung       | –             | –             | 27             | 0,1            |
| –                          | Tierschutzpartei           | –             | –             | 270            | 0,8            |
| –                          | Volt                       | –             | –             | 60             | 0,2            |

Neben dem erneut direkt gewählten Wahlkreisabgeordneten Heiner Rickers (CDU), der das Mandat seit 2009 im Landtag vertritt, wurde auch die SPD-Kandidatin Birgit Herdejürgen, die bereits seit 2000 dem Parlament angehört, wieder über die Landesliste ihrer Partei in das Parlament gewählt.

## Landtagswahl 2017
| Direktkandidat     | Partei     | Erststimmen in % | Zweitstimmen in % |
| ------------------ | ---------- | ---------------- | ----------------- |
| Heiner Rickers     | CDU        | 43,9             | 33,7              |
| Birgit Herdejürgen | SPD        | 31,3             | 26,6              |
| Henning Wendt      | GRÜNE      | 8,5              | 12,3              |
| Thomas Wudtke      | FDP        | 6,8              | 11,7              |
| Tom-Michael Voigt  | PIRATEN    | 2,7              | 1,3               |
| –                  | SSW        | –                | 1,9               |
| Marco Höne         | LINKE      | 3,7              | 4,0               |
| –                  | FAMILIE    | –                | 0,6               |
| Carsten Musial     | FW-SH      | 2,0              | 0,8               |
| –                  | AfD        | –                | 6,3               |
| Christopher Hähne  | LKR        | 0,9              | 0,2               |
| –                  | Die Partei | –                | 0,6               |
| –                  | Z.SH       | –                | 0,3               |

Neben dem direkt gewählten Wahlkreisabgeordneten Heiner Rickers (CDU), der das Mandat seit 2009 im Landtag vertritt, wurde die SPD-Kandidatin Birgit Herdejürgen über die Landesliste ihrer Partei in das Parlament gewählt.

## Landtagswahl 2012
| Direktkandidat     | Partei         | Erststimmen in % | Zweitstimmen in % |
| ------------------ | -------------- | ---------------- | ----------------- |
| Heiner Rickers     | CDU            | 40,3             | 32,9              |
| Birgit Herdejürgen | SPD            | 34,8             | 29,5              |
| Thomas Wudtke      | FDP            | 3,6              | 8,2               |
| Eva-Maria Gruitroy | GRÜNE          | 9,0              | 11,9              |
| Andreas Lindhauer  | LINKE          | 2,8              | 2,6               |
| –                  | SSW            | –                | 3,0               |
| Detlef Wüstenberg  | PIRATEN        | 8,3              | 9,0               |
| –                  | FW-SH          | –                | 0,6               |
| –                  | NPD            | –                | 1,1               |
| –                  | FAMILIE        | –                | 1,2               |
| –                  | MUD            | –                | 0,1               |
| Martin Wnuck       | Einzelbewerber | 1,3              | –                 |

Neben dem wiedergewählten Wahlkreisabgeordneten Heiner Rickers (CDU), der das Mandat seit 2009 im Landtag vertritt, wurde die SPD-Kandidatin Birgit Herdejürgen über die Landesliste ihrer Partei in das Parlament gewählt.

## Landtagswahl 2009
| Direktkandidat      | Partei  | Erststimmen in % | Zweitstimmen in % |
| ------------------- | ------- | ---------------- | ----------------- |
| Heiner Rickers      | CDU     | 39,3             | 32,4              |
| Birgit Herdejürgen  | SPD     | 29,5             | 25,5              |
| Willi Göttsche      | FDP     | 10,2             | 15,7              |
| Eva-Maria Gruitroy  | GRÜNE   | 9,1              | 11,0              |
| -                   | SSW     | -                | 2,3               |
| Anke Diercks        | LINKE   | 5,7              | 6,3               |
| Philipp Scharlemann | PIRATEN | 2,1              | 2,1               |
| Helmut Radunski     | NPD     | 1,4              | 1,3               |
| Hans-Jürgen Studt   | FW-SH   | 1,3              | 0,8               |
| Martin Wnuck        | RENTNER | 1,4              | 1,6               |
| -                   | FAMILIE | -                | 0,9               |
| -                   | RRP     | -                | 0,1               |
| -                   | IPD     | -                | 0,0               |

Neben dem erstmals gewählten Wahlkreisabgeordneten Heiner Rickers (CDU), wurde die frühere Wahlkreisabgeordnete Birgit Herdejürgen (SPD) über die Landesliste ihrer Partei in das Parlament gewählt. 

## Landtagswahl 2005
Die Landtagswahl 2005 ergab folgendes Ergebnisse:
| Gegenstand der Nachweisung | Gegenstand der Nachweisung | Erst- stimmen | Erst- stimmen | Zweit- stimmen | Zweit- stimmen |
| Bewerber                   | Partei                     | Anzahl        | %             | Anzahl         | %              |
| -------------------------- | -------------------------- | ------------- | ------------- | -------------- | -------------- |
| Wahlberechtigte            | Wahlberechtigte            | 52.979        | 52.979        | 52.979         | 52.979         |
| Wähler                     | Wähler                     | 33.021        | 33.021        | 33.021         | 33.021         |
| Ungültige Stimmen          | Ungültige Stimmen          | 888           | 2,7           | 486            | 1,5            |
| Gültige Stimmen            | Gültige Stimmen            | 32.133        | 97,3          | 32.535         | 98,5           |
| davon                      |                            |               |               |                |                |
| Birgit Herdejürgen         | SPD                        | 13.322        | 41,5          | 12.803         | 39,4           |
| Martin Kayenburg           | CDU                        | 14.365        | 44,7          | 13.284         | 40,8           |
| ?                          | FDP                        | 2.202         | 6,9           | 2.338          | 7,2            |
| ?                          | GRÜNE                      | 1.462         | 4,5           | 1.564          | 4,8            |
| –                          | SSW                        | –             | –             | 600            | 1,8            |
| –                          | NPD                        | –             | –             | 804            | 2,5            |
| –                          | FAMILIE                    | –             | –             | 422            | 1,3            |
| –                          | Übrige                     | 782           | 2,4           | 720            | 2,2            |

Neben dem erstmals direkt gewählten Wahlkreisabgeordneten und CDU-Fraktionsvorsitzenden Martin Kayenburg, der bereits seit 1992 über die Landesliste gewählt worden war und den Wahlkreis nun erstmals seit 1983 für die CDU gewinnen konnte, schaffte die bisherige Wahlkreisabgeordnete Birgit Herdejürgen (SPD) den Einzug in den Landtag über die Landesliste ihrer Partei.

## Bisherige Abgeordnete
Direkt gewählte Abgeordnete des Wahlkreises Steinburg-Ost waren:
| Jahr | Direktkandidat     | Partei | Erststimmen in % |
| ---- | ------------------ | ------ | ---------------- |
| 2022 | Heiner Rickers     | CDU    | 49,3             |
| 2017 | Heiner Rickers     | CDU    | 43,9             |
| 2012 | Heiner Rickers     | CDU    | 40,3             |
| 2009 | Heiner Rickers     | CDU    | 39,3             |
| 2005 | Martin Kayenburg   | CDU    | 44,7             |
| 2000 | Birgit Herdejürgen | SPD    | 48,8             |
| 1996 | Frauke Walhorn     | SPD    | 41,1             |
| 1992 | Frauke Walhorn     | SPD    | 46,2             |
| 1988 | Frauke Walhorn     | SPD    | 55,2             |
| 1987 | Frauke Walhorn     | SPD    | 46,1             |
| 1983 | Georg Rösler       | CDU    |                  |
| 1979 | Georg Rösler       | CDU    | 48,6             |
| 1975 | Georg Rösler       | CDU    | 51,8             |
| 1971 | Peter Matthiessen  | CDU    | 53,2             |
| 1967 | Peter Matthiessen  | CDU    | 44,4             |
| 1962 | Friedrich Noll     | SPD    | 41,8             |
| 1958 | Detlef Haase       | SPD    | 38,5             |
| 1954 | Otto Müller        | SPD    | 35,6             |